# Akeley
Akeley és una població dels Estats Units a l'estat de Minnesota. Segons el cens del 2000 tenia 412 habitants.

## Demografia
Segons el cens del 2000, Akeley tenia 412 habitants, 179 habitatges, i 119 famílies. La densitat de població era de 107,5 habitants per km².
Dels 179 habitatges en un 27,9% hi vivien nens de menys de 18 anys, en un 40,8% hi vivien parelles casades, en un 16,8% dones solteres, i en un 33% no eren unitats familiars. En el 27,9% dels habitatges hi vivien persones soles el 13,4% de les quals corresponia a persones de 65 anys o més que vivien soles. El nombre mitjà de persones vivint en cada habitatge era de 2,3 i el nombre mitjà de persones que vivien en cada família era de 2,65.
Per edats la població es repartia de la següent manera: un 26% tenia menys de 18 anys, un 7,3% entre 18 i 24, un 28,2% entre 25 i 44, un 22,3% de 45 a 60 i un 16,3% 65 anys o més.
L'edat mediana era de 37 anys. Per cada 100 dones de 18 o més anys hi havia 93 homes.
La renda mediana per habitatge era de 26.719 $ i la renda mediana per família de 33.611 $. Els homes tenien una renda mediana de 26.023 $ mentre que les dones 19.063 $. La renda per capita de la població era de 13.749 $. Entorn del 17,2% de les famílies i el 17,5% de la població estaven per davall del llindar de pobresa.

## Poblacions més properes
El següent diagrama mostra les poblacions més properes.